# Ranlo (Carolina del Norte)
Ranlo es un pueblo ubicado en el condado de Gaston en el estado estadounidense de Carolina del Norte. La localidad en el año 2000, tenía una población de 2.198 habitantes en una superficie de 3.6 km², con una densidad poblacional de 617.2 personas por km².

## Geografía
Ranlo se encuentra ubicado en las coordenadas 35°17′25″N 81°8′1″O / 35.29028, -81.13361. Según la Oficina del Censo, la localidad tiene un área total de 3,6 km² (1,4 mi²), de la cual 3,6 km² (1,4 mi²) es tierra y 0 km² (0 mi²) (0.0%) es agua.

### Localidades adyacentes
El siguiente diagrama muestra a las localidades en un radio de 8 kilómetros (5 mi) de Ranlo.

## Demografía
En el 2000 la renta per cápita promedia del hogar era de $35.160, y el ingreso promedio para una familia era de $40.391. El ingreso per cápita para la localidad era de $17.180. En 2000 los hombres tenían un ingreso per cápita de $31.534 contra $21.250 para las mujeres. Alrededor del 8.10% de la población estaba bajo el umbral de pobreza nacional.